# Arthur Gary Bishop
Pour les articles homonymes, voir Bishop.
Arthur Gary Bishop, né le 29 septembre 1952 à Hinckley dans l'État d'Utah et exécuté le 10 juin 1988 dans la prison d'État de l'Utah à Draper, est un tueur en série américain. Il fut reconnu coupable d'avoir abusé sexuellement des mineurs. Il confessa le meurtre de cinq jeunes garçons en 1983, résultant d’une investigation routinière de police.

## Jeunesse
Dans sa jeunesse, Bishop était un mormon dévoué et un brillant étudiant. Il grandit dans la petite ville de Hinckley. À 18 ans, il devint missionnaire aux Philippines.
Bishop commença à abuser de garçons en tant que mentor dans le programme des « Grands Frères et Grandes Sœurs de l’Amérique ». À priori, personne ne le suspecta, bien qu’une douzaine d’enfants l’eût accusé d’abus après qu’il fut arrêté pour meurtre. Il fut arrêté en 1977 pour détournement à son profit d'un chèque destiné à son employeur, et écopa d’une sentence de cinq ans avec sursis pour ce méfait. Mais il ne se présenta pas pour sa libération conditionnelle et s’envola pour Salt Lake City, où il vivra sous le pseudonyme de « Roger Downs », période durant laquelle il abusera également d’enfants.

## Meurtres
Bishop tua sa première victime en 1979. Il commit trois autres meurtres sur une période de plus de trois ans. Entre les meurtres, il tentait d’assouvir ses pulsions violentes en torturant et en tuant des animaux.
Après avoir commis le cinquième meurtre au mois de juillet 1983, il fut convoqué par la police car la victime avait déclaré auparavant à ses proches qu'il devait passer le week-end avec un ami et un adulte, Arthur Gary Bishop. Celui-ci s’identifia d'abord par son alias, et refusa d'admettre qu’il avait commis le crime, mais prétendit vouloir aider les enquêteurs. La police locale constata que « Roger Downs » vivait à proximité des endroits où les quatre autres meurtres avaient été commis, et qu'il connaissait les parents de la cinquième victime. Ils l’amenèrent au poste pour interrogatoire, découvrirent son vrai nom, et, finalement, l’amenèrent à confesser les cinq meurtres. Le lendemain, il mena la police auprès des restes des corps de trois de ses victimes près de Cedar Fort, dans l'Utah et à deux cadavres plus récents près de Big Cottonwood Creek.

## Procès et exécution
Durant son procès, Bishop déclara qu’une addiction à la pédopornographie motivait ses fantasmes sexuels violents et l’amenait éventuellement à les commettre. Il fut néanmoins reconnu coupable de cinq chefs de meurtre aggravés, cinq chefs d’enlèvement aggravés et un chef d’abus sexuel envers un mineur et fut condamné à la peine de mort.
Après son arrestation, il écrivit dans sa lettre,
« La pornographie a été un facteur déterminant dans ma chute. D'une certaine manière j'ai fini par être sexuellement attiré par les jeunes garçons et de fantasmer sur eux nus. Certaines librairies proposent des ouvrages d'éducation sexuelle, de photographie, ou livres d'art qui, parfois, contenaient des photos de garçons nus. J'ai acheté ces livres afin d'améliorer mes fantasmes masturbatoires… La recherche et l'acquisition de matériel sexuellement excitant est devenu une obsession. Pour moi, la pornographie a été comme un fusible sur un bâton de dynamite. J'ai été stimulé et j'ai dû satisfaire mes pulsions ou exploser. Tous les garçons sont devenus de simples objets sexuels. Ma conscience était insensible et mon appétit sexuel a entièrement contrôlé mes actions. ».
Il fut exécuté par injection létale à la prison d’État de l'Utah à Draper. Avant son exécution, il exprima des remords pour ses crimes.